# Maren Henseler
Maren Kristin Henseler (* 14. November 1983 in Bielefeld) ist eine ehemalige Fußballspielerin.

## Karriere

### Vereine
Henseler spielte zunächst für den SV Union Rösrath und kam über TuRa Dieringhausen und Berry College zum TuS Köln rrh. In den Saisons 2005/06 bis 2007/08 spielte sie für diesen drei Jahre in der 2. Bundesliga Süd und stand in diesem Zeitraum in 34 Ligapartien auf dem Platz. In der Spielzeit 2007/08 erreichte sie mit der Mannschaft das Halbfinale des DFB-Pokals, das sie allerdings 0:2 gegen den 1. FC Saarbrücken verlor. Seit der Saison 2008/09 lief die Stürmerin für Bayer 04 Leverkusen auf, nachdem sich die Frauenfußballabteilung des TuS Köln rrh. aufgelöst hatte und nach Leverkusen gewechselt war. Mit Leverkusen absolvierte sie als Spielführerin zwei weitere Saisons in der 2. Bundesliga Süd, ehe ihr mit ihrem Verein zur Saison 2010/11 der Aufstieg in die 1. Bundesliga gelang. Dort wurde sie am 1. Spieltag im Spiel gegen den FCR 2001 Duisburg in der 69. Minute eingewechselt und kam somit zu ihrem Erstligadebüt. Nach der Saison 2010/11 beendete Henseler ihre Karriere.

### Nationalmannschaft
Als Studentin nahm Henseler mit der Studentinnen-Nationalmannschaft an der Universiade 2009 in Belgrad teil.

## Erfolge
- Meister 2. Bundesliga Süd 2010
- Halbfinalist DFB-Pokal 2008

## Sonstiges
Henseler studierte in den Vereinigten Staaten Geschichte und erwarb einen Bachelor of Arts des Berry College in Georgia. Zurück in Europa studierte sie Jura an den Universitäten Bonn und Toulouse I und schloss 2010 ihr Erstes Staatsexamen ab. Danach arbeitete sie als wissenschaftliche Mitarbeiterin am Lehrstuhl von Michael Sachs an der Universität zu Köln. Im Jahr 2015 wurde sie mit einer Arbeit zu den rechtlichen Dimensionen des bundesweiten Stadionverbots promoviert. Seit 2018 ist sie als Rechtsanwältin tätig.